# Groot Bronswijk

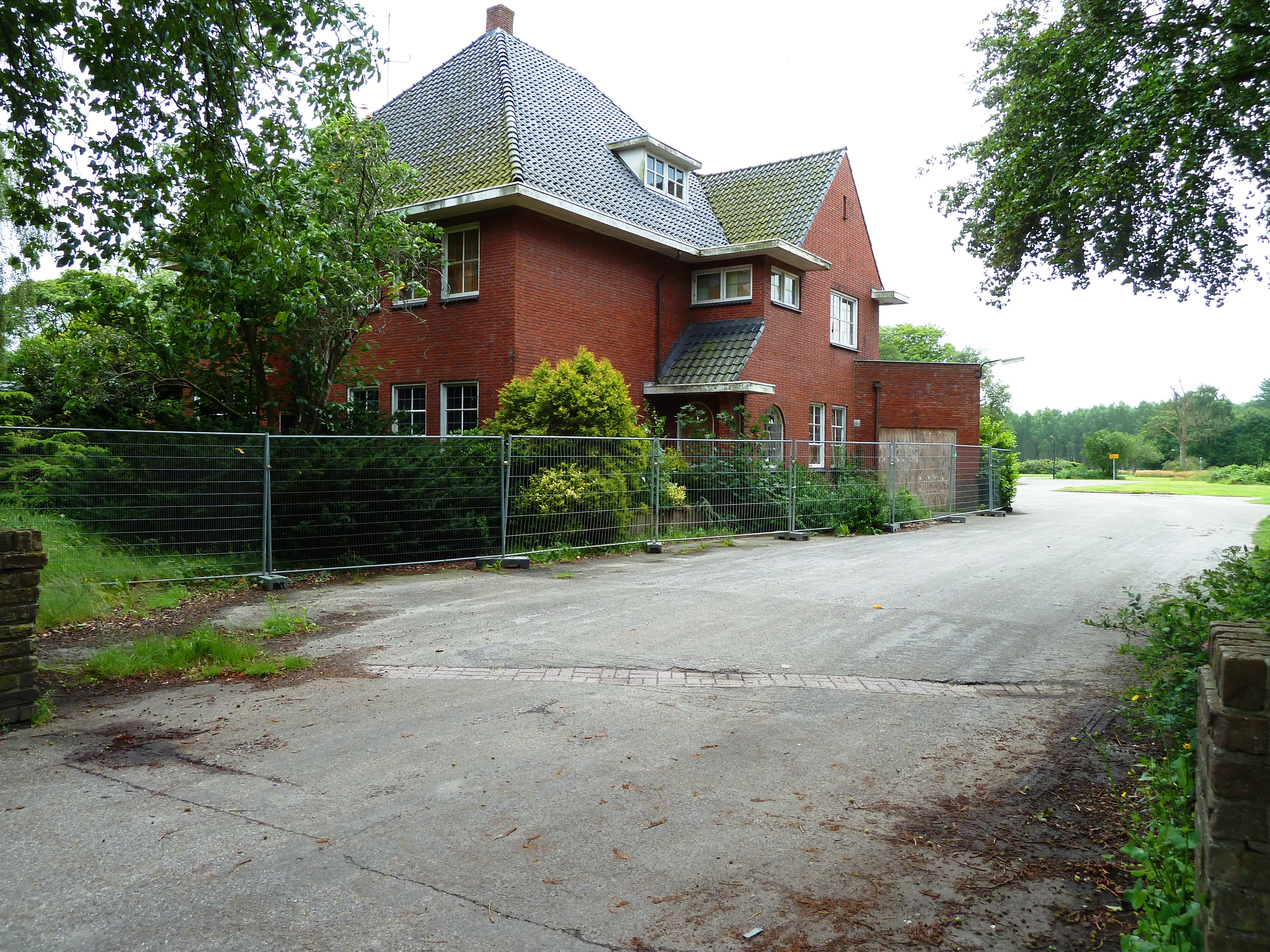
Ingang naar Groot Bronswijk met het leegstaande en verpauperde hoofdgebouw (2011)

Groot Bronswijk, tot 1960 Vereniging Tot Christelijke Liefdadigheid (TCL) geheten, was een instelling voor gehandicaptenzorg, en na 1960 psychiatrisch centrum in het dorp Wagenborgen in de Nederlandse provincie Groningen. Het werd in de volksmond meestal "Wagenborgen" genoemd en in het dorp zelf "de Stichting". De instelling was actief tussen 1873 en 2006. In 2006 en 2007 zijn bijna alle gebouwen afgebroken. Het terrein van Groot Bronswijk heeft een oppervlakte van 38 hectare en is aangelegd in de sfeer van een landschapspark.

## Geschiedenis

### Voorgeschiedenis
In de tweede helft van de 19e eeuw werden in Nederland door particulieren veel initiatieven ontplooid voor de opvang van mensen die om wat voor reden dan ook buiten de samenleving dreigden te vallen, zoals armen en zwakkeren. In Groningen was onder invloed van de Groninger Richting en het Réveil een nieuwe christelijke stroming ontstaan die zich richtte op een praktische vorm van geloofsbeleving. Deze stroming kwam ook naar het Groningse dorp Wagenborgen, waar in 1867 onder leiding van de Ermelose godsdienstonderwijzer Eliza Frans Malga een christelijke school werd gesticht. Malga vormde vervolgens, geïnspireerd door zijn leermeester, de Ermelose predikant Hermanus Willem Witteveen, een 'vrije gemeente' die aanvankelijk bijeenkwam in een herberg. In 1869 werd onder de vlag van een plaatselijke Vereniging van Evangelisatie een vergaderzaal gebouwd, waar kerkdiensten werden gehouden die ook door orthodoxe medestanders uit naburige dorpen werden bezocht. Elders in de regio (Westerlee, Veendam, Winschoten) ontstonden eveneens Vrije Evangelische Gemeenten. Malga bleef echter lid van de hervormde kerk. Zijn enthousiaste preektrant beïnvloedde de gebroeders Jan en Wolter Brons en hun zus Trijntje Brons. Toen Witteveen in Ermelo een Huis van Barmhartigheid liet bouwen, gaf Malga de aanzet tot het stichten van een Huis van Barmhartigheid in Wagenborgen.

### Eerste jaren
Leden van de rijke landbouwfamilie Brons (van wie Jan Brons later bekend werd als oprichter van de Appingedammer Bronsmotorenfabriek) stelden aan Malga hun boerderij buiten het dorp ter beschikking voor het opvangen van de "gestoorden van geest", een groep die nauwelijks werd geaccepteerd in de toenmalige samenleving. Nadat zij bijna al hun geld eraan hadden besteed en ook hun hypotheken hadden verbruikt, sprong het dorp bij en richtte de Vereniging 'Tot Christelijke Liefdadigheid' (kortweg TCL) op om het particuliere initiatief te ondersteunen. In 1873 verkreeg deze vereniging bij koninklijk besluit de status van rechtspersoonlijkheid. Malga leidde tot 1885 de TCL, die zich ten doel stelde "Het verplegen en verzorgen van idioten en die in 't algemeen van zoodanige personen aan wie naar het woord van God barmhartigheid moet worden bewezen".
De TCL bleek een schot in de roos te zijn: Vanuit alle delen van het land stroomden de "armen van geest" toe, zoals de patiënten vaak werden aangeduid naar analogie van de eerste Zaligspreking uit de Bergrede van Jezus; "Zalig de armen van geest, want hunner is het Koninkrijk der Hemelen" (Mat 5:3). Deze tekst valt dan terug te zien op vele graven van vroegere patiënten van de TCL. Overigens kwamen er niet alleen "idioten" (verstandelijk gehandicapten) terecht, maar ook allerlei andere personen, zoals (aldus door tijdgenoten) lammen en kreupelen, blinden, doven, stommen, doofstommen, spastici, zwakzinnigen en krankzinnigen (beiden verzamelbenamingen voor verstandelijk gehandicapten), chronisch alcoholisten, toevallijders, zenuwlijders, verlamden met waterhoofden, uitgestotenen, asocialen en onmaatschappelijken.

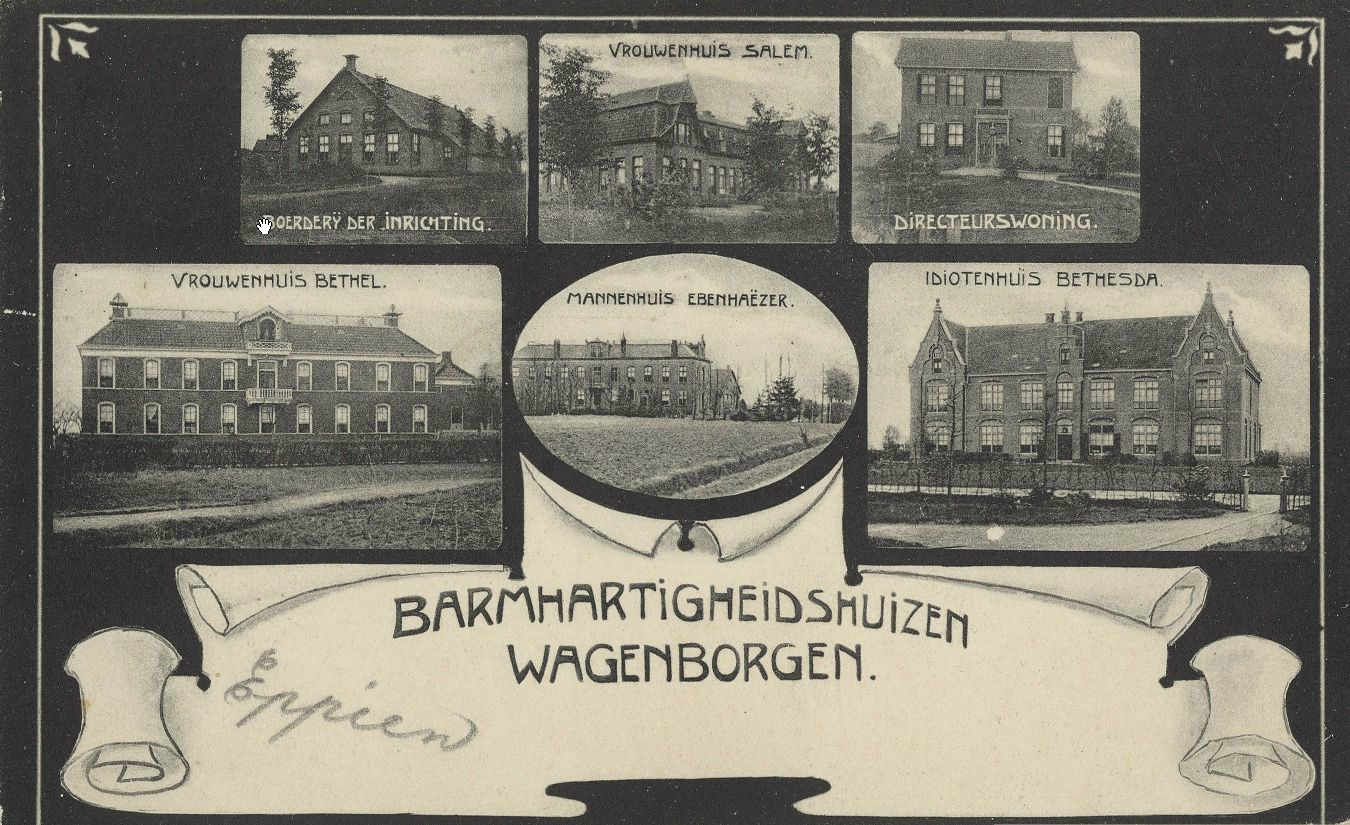
Ansichtkaart uit ongeveer 1905 met de boerderij, de vrouwenhuizen Bethel en Salem, mannenhuis Ebenhaëzer, idiotenhuis Bethesda en de directeurswoning. Veel van deze gebouwen werden later sterk uitgebreid.

Al snel bleek de boerderij te klein voor de opvang van al deze mensen en in 1874 werd met financiële steun een eerste echte Huis van Barmhartigheid of paviljoen gebouwd; vrouwenhuis Bethel ("Huis van God"). In 1885 vertrok Malga om zijn evangelisatiewerk voort te zetten in de stad Groningen. Hij werd als geneesheer-directeur opgevolgd door Karel Willem Hendrik Magendans, die tevens directeur was van de christelijke school van Wagenborgen en de TCL leidde tot 1925. Hij wist met name het gereformeerde volksdeel te interesseren voor de TCL. In 1886 trad hij onder invloed van de Doleantie samen met de familie Brons en de school toe tot de gereformeerde kerk, waarmee de TCL ook een duidelijke gereformeerde signatuur kreeg. De TCL ging daarmee een gouden tijd tegemoet. Magendans wist de gereformeerden te bewegen tot het verrichten van vrijwilligerswerk en tot het doen van schenkingen. De TLC kreeg verder middels contributie van betalende leden, geld uit renteloze aandelen, erfenissen, legaten, geld voor verpleegwerkzaamheden een veel sterkere financiële positie dan in de eerste jaren tussen 1874 en 1885, toen er weinig geld was en het onderhoud aan het gebouw te wensen overliet.
In de jaren erop werd de TCL steeds verder uitgebreid. In 1891 werd paviljoen en mannenhuis Eben-Haëzer ("De Heer is mijn hulp") geopend. Omdat het aantal graven op het dorpskerkhof bestemd voor patiënten van de TCL zijn limiet had bereikt werd de "grote begraafplaats" aangelegd voor patiënten, die tot 1966 in gebruik bleef. Daarna werden de patiënten weer op de dorpsbegraafplaats begraven. In de buurt van het verenigingsgebouw van de TCL werd een apart begraafplaatsje aangelegd voor leidinggevenden en voor leden van de familie Brons. In de jaren erop verrezen voorzieningen als een bakkerij, boerderij, kerk, keuken, slagerij, smederij, schoenmakerij, timmerwinkel, tuinderij, wasserette en een ziekenzaal op het terrein, waarmee de TCL grotendeels zelfvoorzienend werd.

### Christelijke idealen en de medische wetenschap

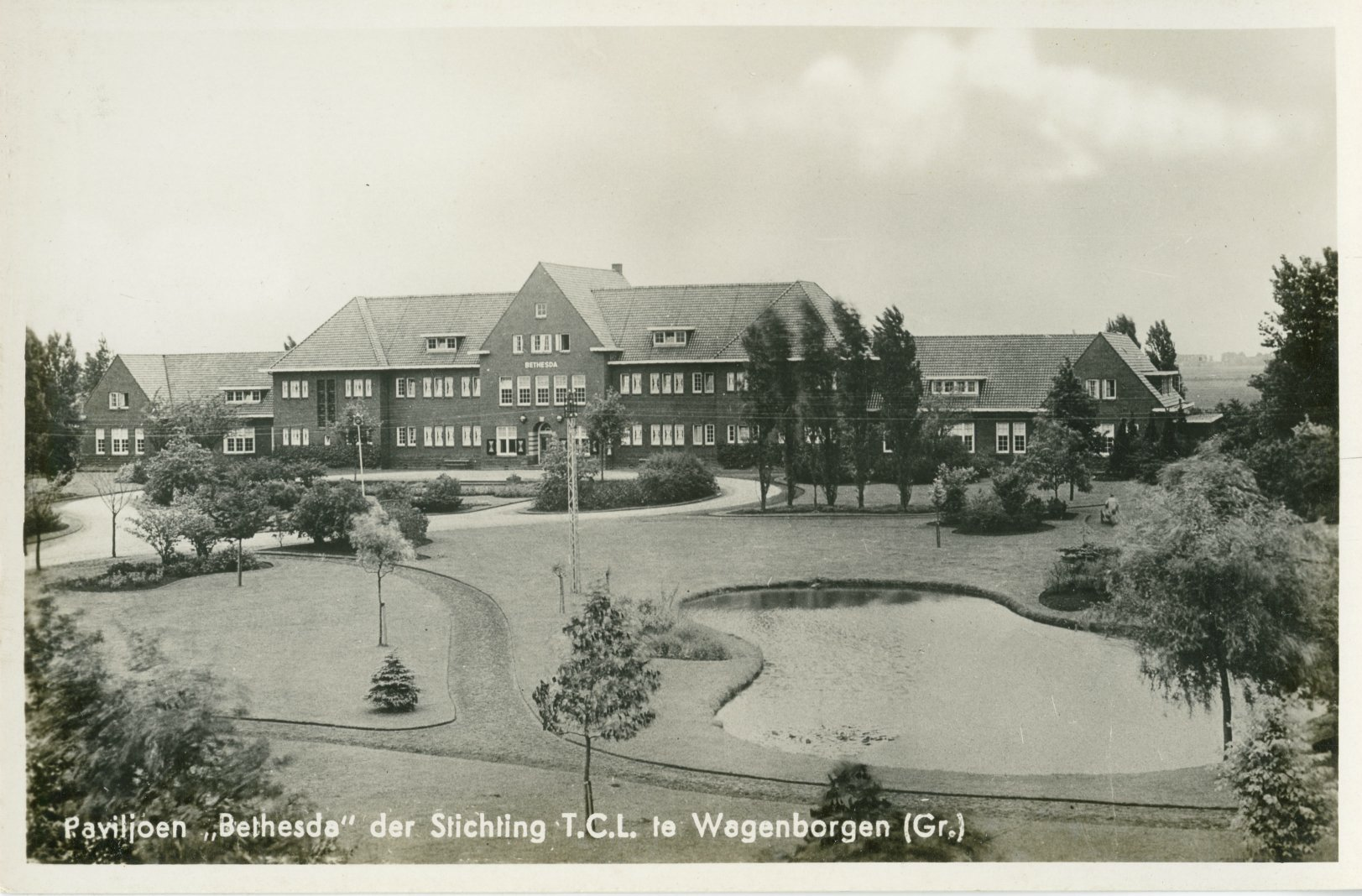
Vrouwenhuis Bethesda in 1940

In de eerste decennia was de TCL grotendeels een instelling van christelijke barmhartigheid geweest, waar medische inzichten er weinig toe deden. Toen echter de zwakzinnigenzorg vooruitgang boekte, kwamen ook geneeskundige staatsinspecteurs naar Wagenborgen. In 1893 klaagden zij dat Magendans onvoldoende kennis had van de eisen die de wet stelde aan instellingen als de TCL. Ze waren ook niet te spreken over het feit dat er 20 (voor de wet) "ongeneeslijke krankzinnigen" rondliepen tussen de andere patiënten; zij dienden te worden afgezonderd. De TCL kon hier niet onderuit. Met een flinke financiële bijdrage van een freule werd vervolgens in 1895 'idiotenpaviljoen' Bethesda (Huis der Goedgunstigheid) voor deze patiënten gebouwd. Daarmee was de kous echter niet af. Na vele staatsinspecties en veroordelingen werd uiteindelijk ingestemd met verbeteringen als het vervangen van de machtige 'vaders' en 'moeders' van de paviljoens door wel gediplomeerde hoofdverpleegsters. Personeel diende voortaan een opleiding te hebben genoten alvorens men aan het werk mocht op de TCL en de verzorging werd verder op hoger peil gebracht door het verbeteren van hygiëne (minimaal een keer per week gewassen, vaker schone kleren) en voeding en door het afschaffen van dwangmaatregelen, zoals opsluiting in het kolenhok. Het aantal patiënten was in 1905 gestegen tot 250 en in 1917 tot 303. In 1900 werd paviljoen vrouwenhuis Salem (Huis des Vredes) en in 1910 paviljoen mannenhuis Rehoboth (God heeft ruimte gemaakt). Mogelijk reeds in 1891 verrees een watertoren bij de TCL, die in 1920 werd verhoogd en als enige van Nederland een eigen zuiveringsinstallatie had. In de jaren zestig werd een zuiveringsinstallatie gebouwd en verloor de watertoren haar functie. In de jaren na 1920 nam het aantal patiënten toe tot 1100. In de jaren twintig werd een Engels landschapspark rond de TCL aangelegd door tuinarchitect Jan Vroom jr.. In 1930 werd een nieuw paviljoen Bethesda gebouwd, met een mannen- en een vrouwenvleugel. Eben Haëzer, dat in 1910 een vrouwenhuis was geworden, werd hernoemd tot Hebron en het oude Bethesda werd hernoemd tot Eben Haëzer. Ergens in die periode moet ook het gebouw Zoar zijn gebouwd.

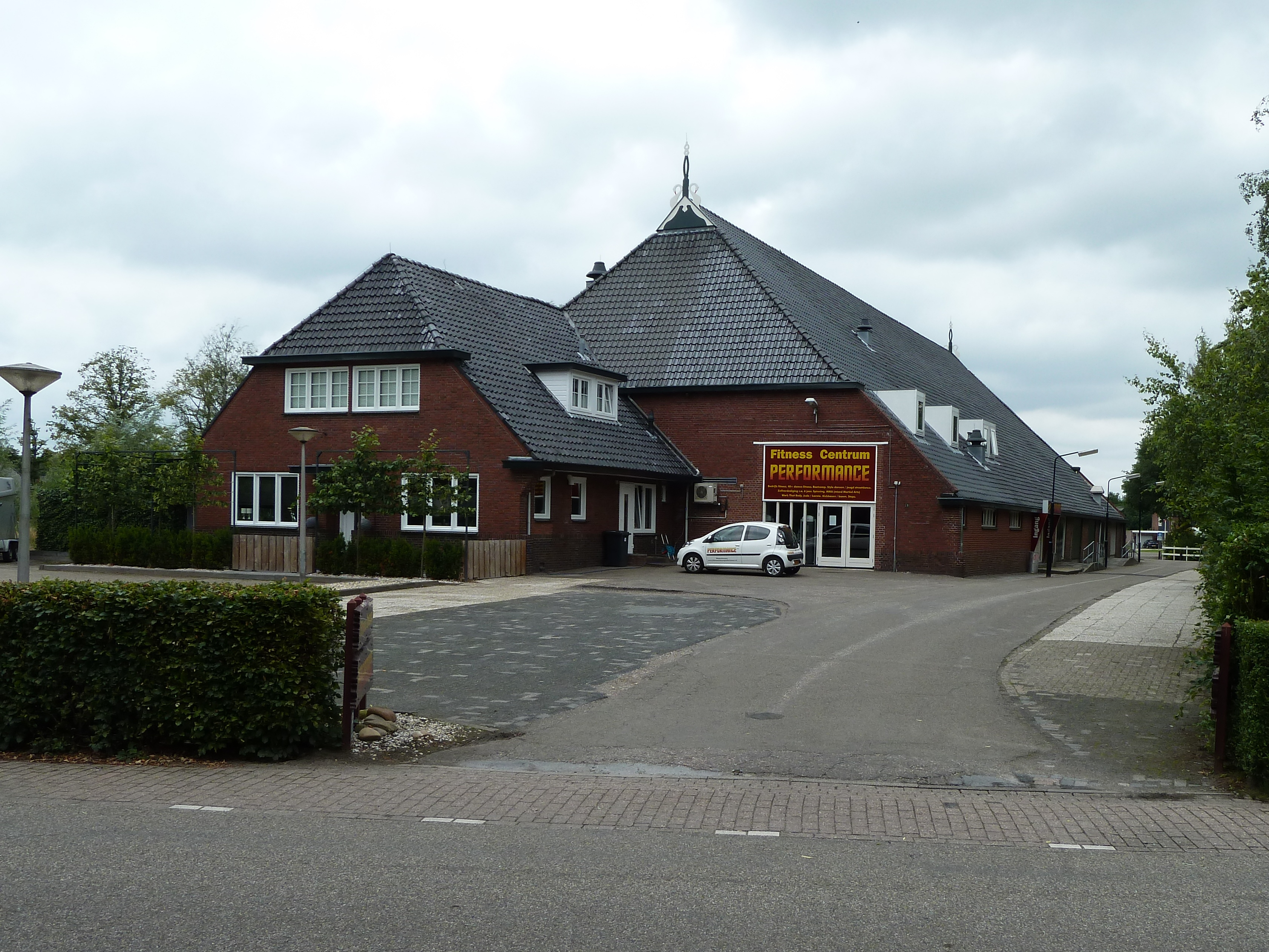
De voormalige boerderij van Groot Bronswijk, nu een fitnesscentrum

In 1925 werd Van Magendans als geneesheer-directeur opgevolgd door journalist W.A. Vroegop, die in 1940 weer werd opgevolgd door huisarts J. Schaafsma. Tot 1955 was Wagenborgen de enige instelling voor zwakzinnigenzorg in Noord-Nederland. Tijdens de Tweede Wereldoorlog werd de TCL gebruikt voor onderduikers en andere verzetsactiviteiten. Schaafsma zat ook in het verzet. Op 9 maart 1943 pakten de Duitsers vier joodse patiënten op, die werden afgevoerd naar Sobibor, waar ze werden vergast. In 1990 werd voor hen een monument geplaatst op het terrein. Bij een razzia op 27 september 1944, toen de instelling door 300 man van de SD, Wehrmacht en Kriegsmarine werd omsingeld en huiszoeking werd verricht, werden twee verpleegsters zonder ausweis opgepakt. De gehandicapten werden echter ongemoeid gelaten.

### Beginperiode van Groot Bronswijk
In de jaren na de Tweede Wereldoorlog daalde het aantal patiënten tot ongeveer 800. Langzamerhand veranderden ook de behandelmethodes. In 1960, na een aantal jaren van moderniseringen aan de paviljoens, werd huisarts Schaafsma als geneesheer-directeur opgevolgd door zenuwarts A.W. Verhoog. Er brak een nieuwe periode van verpleging aan, die gepaard ging met een naamsverandering: in 1960 werd de TCL omgedoopt in Groot Bronswijk, ter ere van de oprichters. De TCL bleef als stichting nog bestaan tot 1997 en was in die periode onder meer betrokken bij het opstarten van zwakzinnigeninrichting Nieuw Woelwijck bij Sappemeer en geriatrisch verpleegtehuis Vliethoven bij Delfzijl. Onder leiding van Verhoog werd het aantal patiënten geleidelijk teruggebracht tot 700. Er verrezen een nieuw paviljoen Bethel (ter vervanging van het oude Bethel, dat in 1960 op afbraak verkocht was) en Hebron in 1971. De christelijke achtergrond verdween steeds meer naar de achtergrond, hetgeen terug te zien valt in de namen van nieuwe afdelingen, die namen als De Burcht (jaren zeventig), De Sluis (resocialisatie), De Brug (klinische gedragstherapie), De Wilg (kortdurende individueel gerichte vervolgbehandeling), De Wende en Tamarinde. Verder verrezen er onder andere een opnamekliniek, observatiecentrum (in 1968), personeelsflat, arbeidstherapiegebouw, opleidingscentrum en een theehuis (annex linnenkamer).

### Brand in Salem

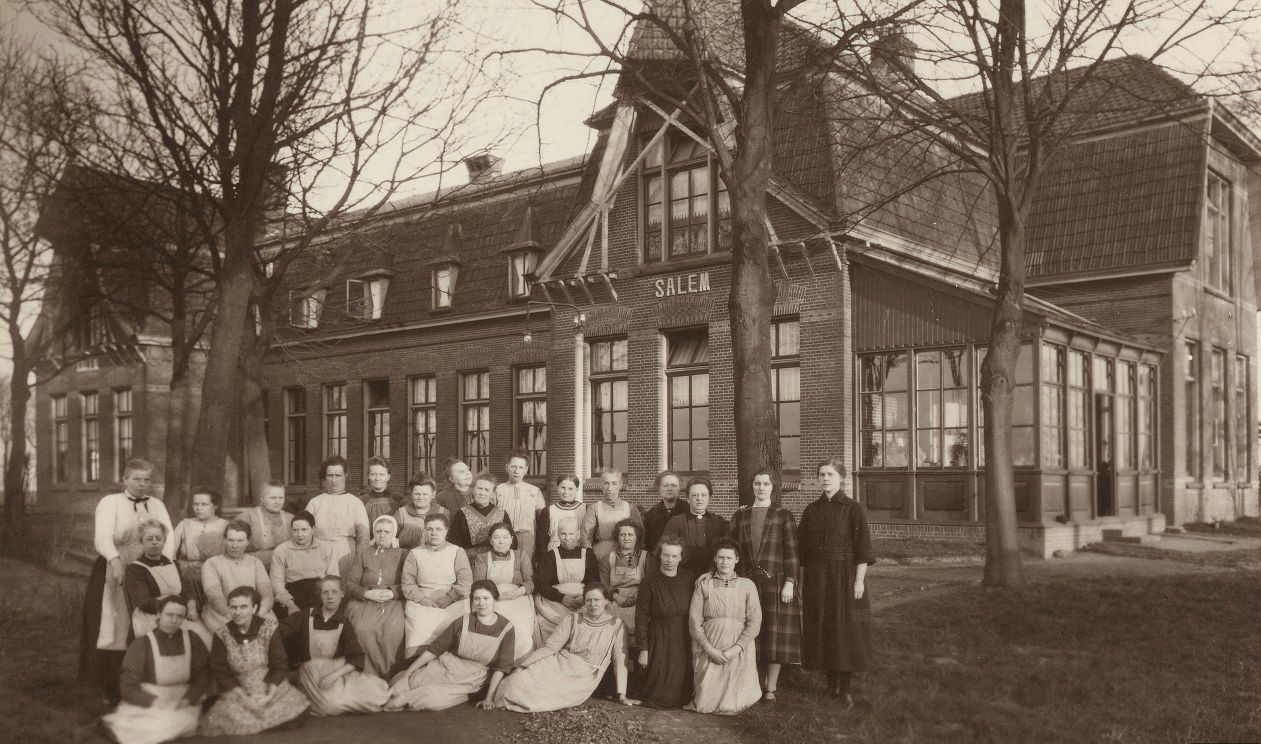
Paviljoen Salem in 1920 (voor de latere verbouwingen) met bewoners en personeel

Een traumatisch gebeuren voor de bewoners van Wagenborgen en omgeving vormde een felle brand die op 24 oktober 1970 woongebouw Salem van Groot Bronswijk in de as legde. Hoewel de bedrijfsbrandweer en de brandweerkorpsen van omliggende gemeenten geholpen door dorpelingen massaal uitrukten kon men niet voorkomen dat van de 119 vrouwelijke patiënten er 16 om het leven kwamen. Het vuur werd mede snel verspreid doordat de voorkeur werd gegeven aan snelle evacuatie boven het doven van het vuur. Doordat alle deuren tegen elkaar werden opengezet kon het vuur zich snel verspreiden. Veel patiënten renden in dolle paniek naar boven of kropen in kasten of onder bedden. 32 van hen konden worden gered, maar voor 7 van hen kwam de hulp te laat. 24 anderen raakten gewond, waarvan 9 later alsnog overleden. Later bleek dat het vuur met lucifers was aangestoken door een jeugdige patiënte, die als reden opgaf "ook weleens op vakantie" te willen. Nadat drie maanden later, op 2 februari 1971, nog eens 13 patiënten waren overleden tijdens een brand in de gesloten verpleeginrichting Mariënkamp in Rolde, werden Kamervragen gesteld en kwam een discussie op gang over de brandveiligheid van de oude gebouwen. Daarop werden maatregelen genomen om dergelijke rampen in de toekomst te kunnen voorkomen.

### Jaren zeventig en tachtig
Van 1973 tot 1979 kwam Groot Bronswijk meermalen negatief in het nieuws door conflicten tussen de leiding en het personeel over het te volgen beleid. Er was ook te weinig gekwalificeerd personeel en het aantal patiënten daalde snel. In 1974 werd dr. A.W. Verhoog opgevolgd door P.N. Houx. In 1977 verklaarde deze dat Wagenborgen nog altijd meer een opvangcentrum was dan een psychiatrisch ziekenhuis; de aanduiding waarmee de instelling zich sinds 1960 tooide. Na een zoveelste fluistercampagne over de instelling (over het verlenen van hulp bij masturbatie aan patiënten door verplegers) nam hij dat jaar ontslag. Hij werd opgevolgd door waarnemend directeur Frits von Meijenfeldt (tevens lid Eerste Kamer voor de CDA), die de interne structuur verbeterde en werkte aan een betere scheiding van de patiënten en het vergroten van hun privacy. Tussen 1979 en 1981 werden paviljoen Salem en een aantal leegstaande stafwoningen verbouwd tot aparte wooneenheden en in 1981 kwam De Brink gereed; zes wooneenheden voor verstandelijk gehandicapten. Het gebrek aan beleid in de jaren ervoor had Groot Bronswijk echter geen goed gedaan en begin jaren tachtig moest het complex van de 410 bedden 175 inleveren. Om de toekomst beter tegemoet te kunnen treden werd de samenwerking verbeterd met Delfzicht (Delfzijl), het St.-Lucasziekenhuis (Winschoten) en met Vliethoven (Delfzijl). In 1982 werd Von Meijenfeldt opgevolgd door een tweekoppige directie: psychiater J. Rijpkema, die daarvoor reeds adjunct-directeur was, werd psychiatrisch directeur (tot midden jaren negentig) en er kwam een algemeen directeur. In 1988 werd Peter Smulders aangesteld als algemeen directeur. Hij zou dat tot het einde toe blijven.

### Laatste jaren van Groot Bronswijk

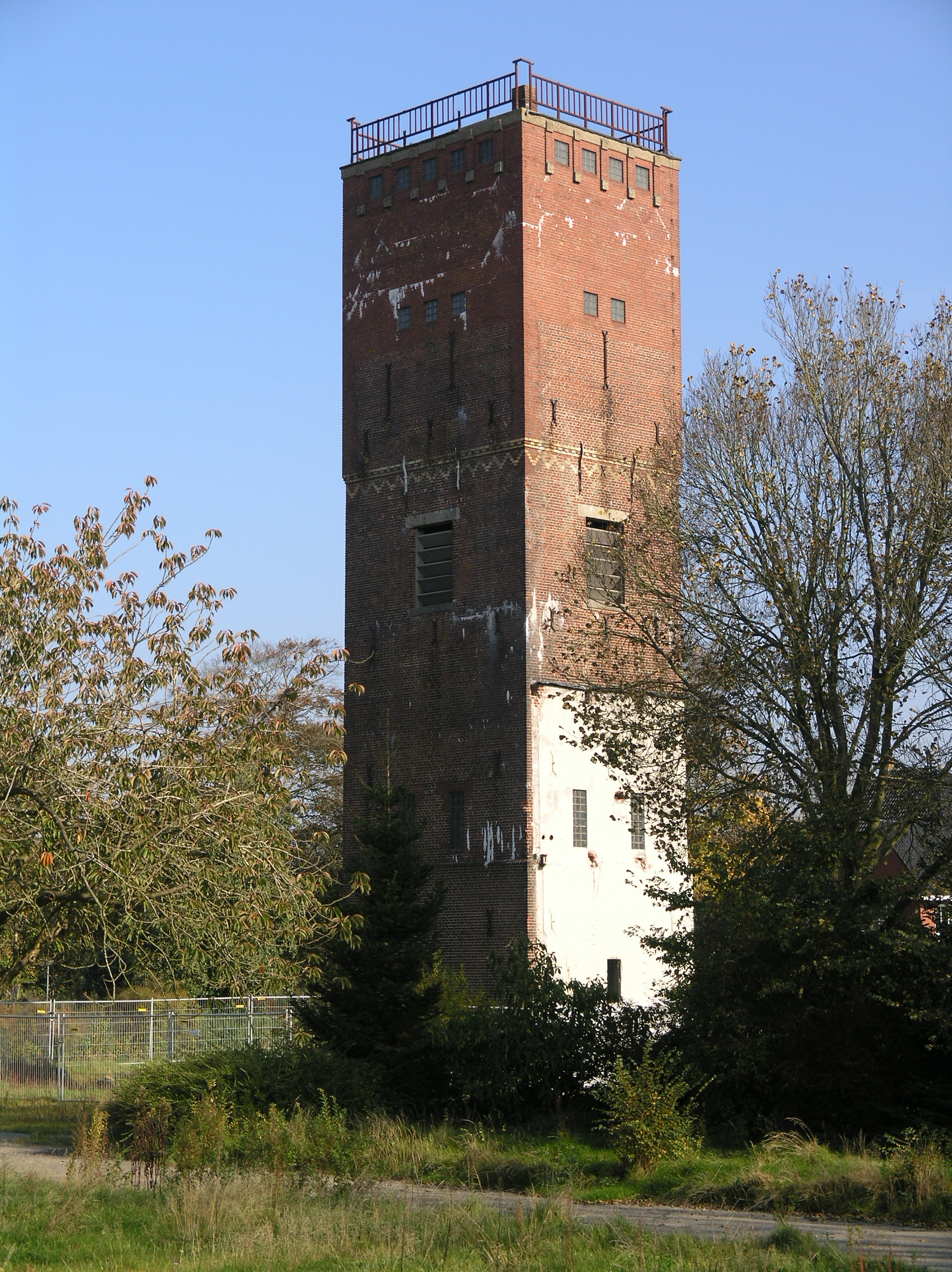
De watertoren in 2007, vlak voor de sloop (zie ook situatie 2006)

In 1992 werd besloten om Groot Bronswijk op te laten gaan in een samenwerkingsverband met het psychiatrisch ziekenhuis in Zuidlaren, GGZ Groningen en het Academisch Ziekenhuis Groningen en van de resterende 400 patiënten 320 onder te brengen in instellingen in Delfzijl, Winschoten en Stadskanaal. Groot Bronswijk werd daarmee opgeheven: Het lag volgens directeur Smulders te afgelegen, en door voortschrijdend inzicht en medische en maatschappelijke ontwikkelingen werd het niet langer noodzakelijk gevonden patiënten onder te brengen in kolossale gebouwen zoals in Wagenborgen. Het duurde echter nog 14 jaar voordat de laatste patiënt vertrok.
In 1993 kwam Groot Bronswijk in het nieuws toen patiënt B. Potze werd gemarteld en vervolgens voor dood achtergelaten werd in een bushokje, door vier mannen, aan een van wie hij nog geld verschuldigd was. De initiator van het viertal werd in 1994 veroordeeld tot 5 jaar cel met TBS en de overigen tot straffen van 2,5 jaar, 2 jaar en 1 jaar. Het voorval veroorzaakte destijds veel opschudding onder patiënten en personeel.
In 2002 kocht Woonzorg Nederland het terrein van GGZ Groningen. Woonzorg kwam daarop met een plan voor 80 luxe ouderenwoningen op het terrein van Groot Bronswijk met een ontspanningscentrum, zwembad, grand café en sportvoorzieningen. In 2005 werd dit plan vervangen door een plan voor 50 seniorenwoningen. De provincie blokkeerde dit besluit echter, omdat het contingent woningen voor de gemeente Delfzijl niet toereikend was. Ondertussen vertrokken de patiënten en kwamen de gebouwen leeg te staan. Omdat het terrein vrij toegankelijk was, hadden vandalen vrij spel in de leegstaande gebouwen. Woonzorg probeerde nog anti-krakers in de gebouwen onder te brengen, maar dit kwam niet van de grond. Nadat de laatste patiënten van De Zijlen in november 2006 naar het Solwerderhuis in Appingedam (Woonvorm Appingedam) waren vertrokken, werd dan ook snel werk gemaakt van de sloop. In 2007 ging als laatste de watertoren plat. Doordat Woonzorg haar plannen niet kon verwezenlijken raakte de herontwikkeling van het terrein in een impasse. Er werd nauwelijks nog onderhoud verricht aan het terrein, dat zienderogen verloederde. Van de gebouwen bleven alleen de beide hoofdgebouwen en de boerderij (verbouwd tot sportschool) bewaard. Een van beide hoofdgebouwen staat echter nog steeds leeg en is sindsdien verpauperd. In de huisjes van De Brink was nog een korte tijd een herberg gevestigd, maar na een conflict werd ook deze herberg gesloten en werden de gebouwtjes gesloopt. Het hertenkampje werd geteisterd door vandalen, en de begraafplaats raakte overwoekerd, alvorens vrijwilligers in 2009 het initiatief namen tot restauratie ervan.

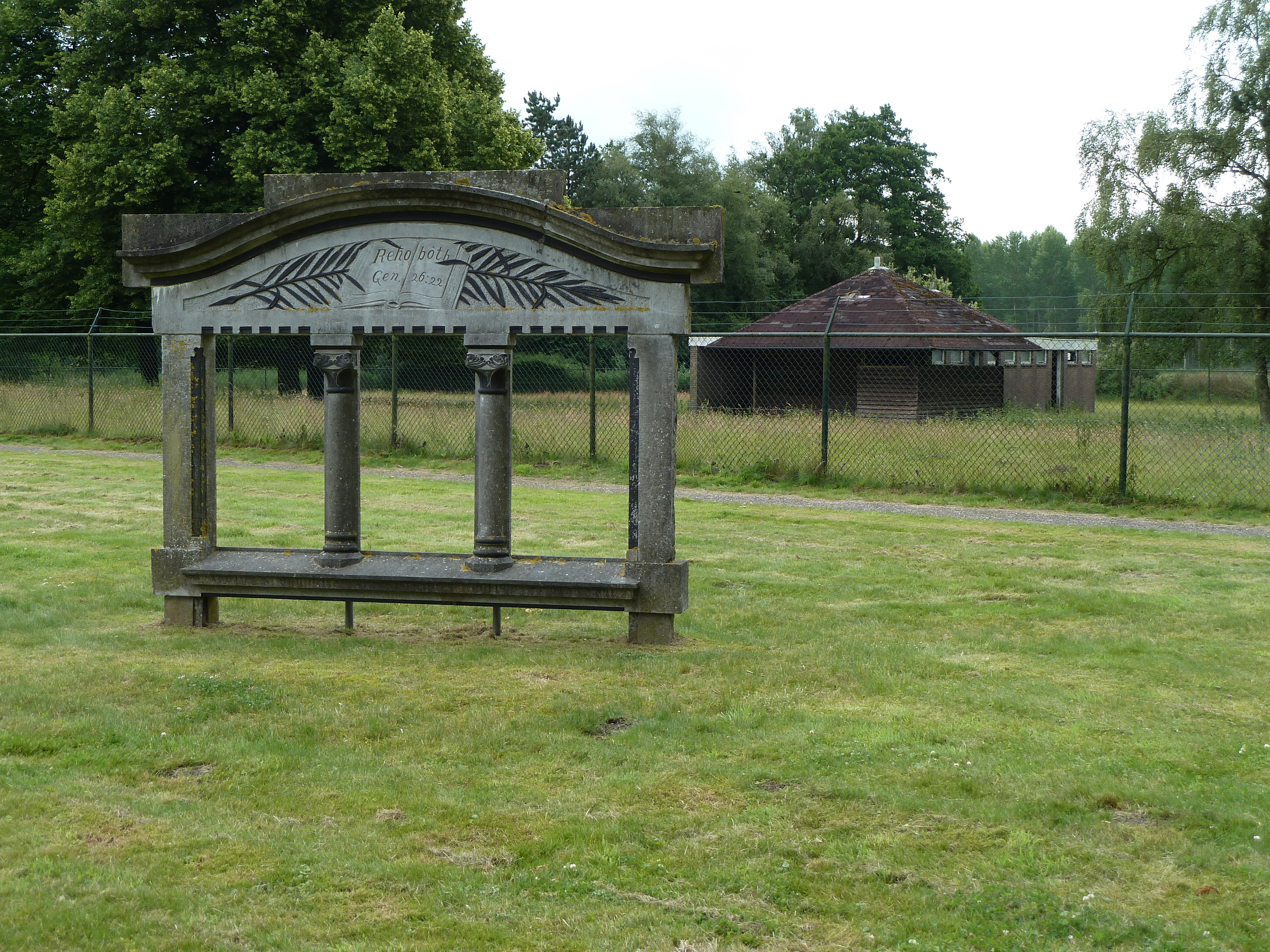
Monument ter herinnering aan paviljoen Rehoboth (het imposante bovenlicht van het oude gebouw) met op de achtergrond het hertenkamp.
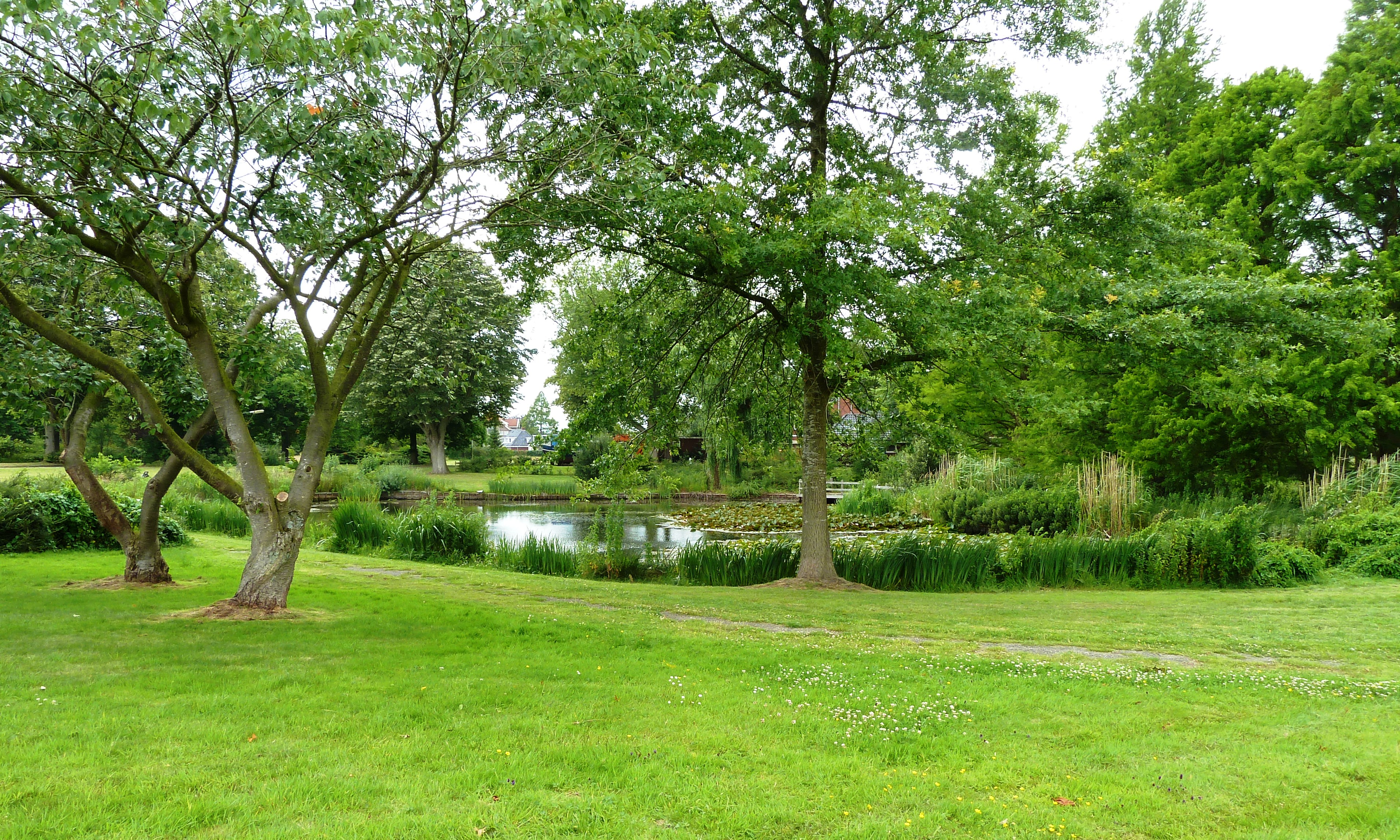
De vijver vormt een van de zichtbare restanten van de Engelse landschapstuin
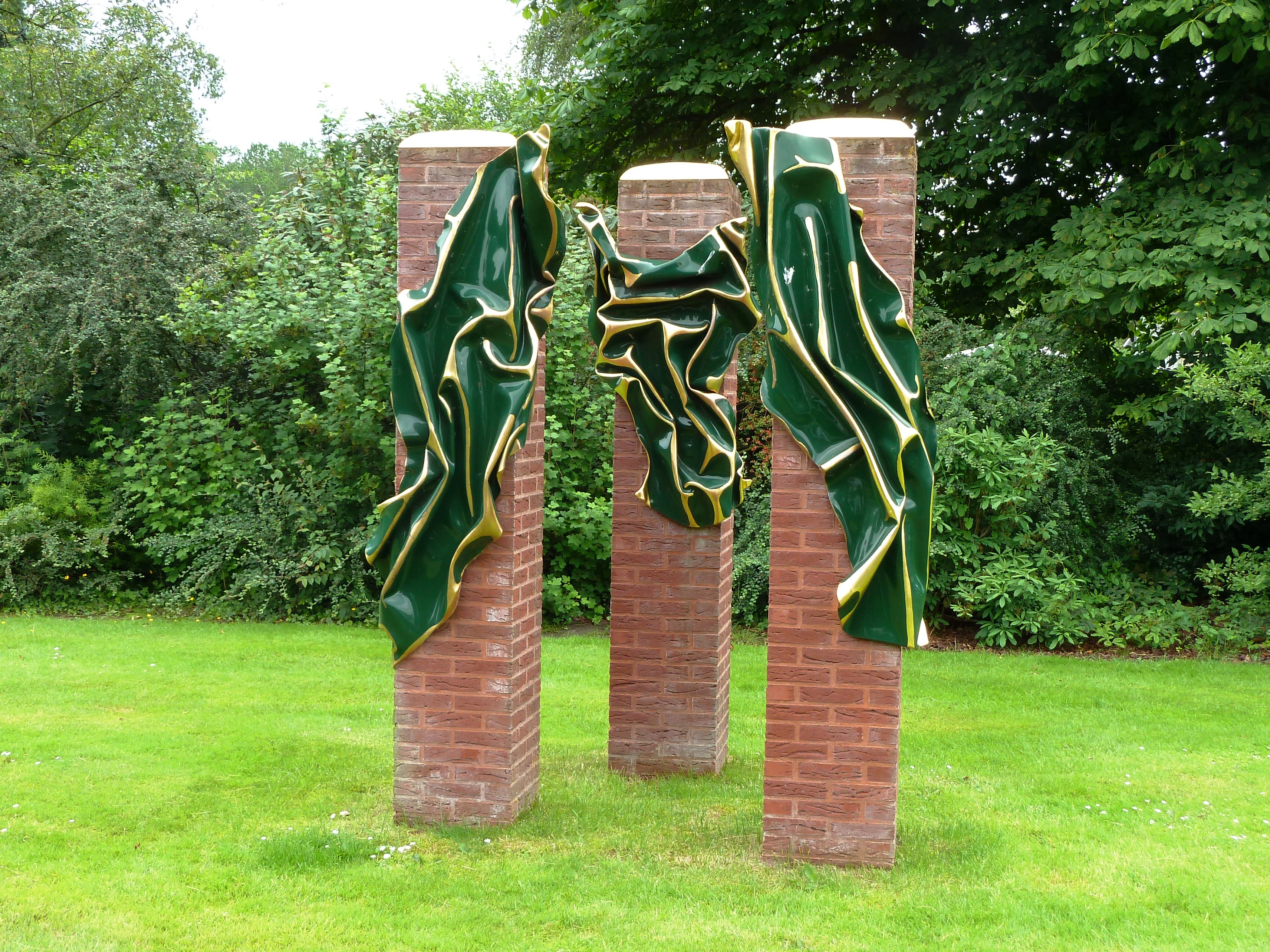
Monument ter herinnering aan Groot Bronswijk in Wagenborgen (Marte Röling, 2004)
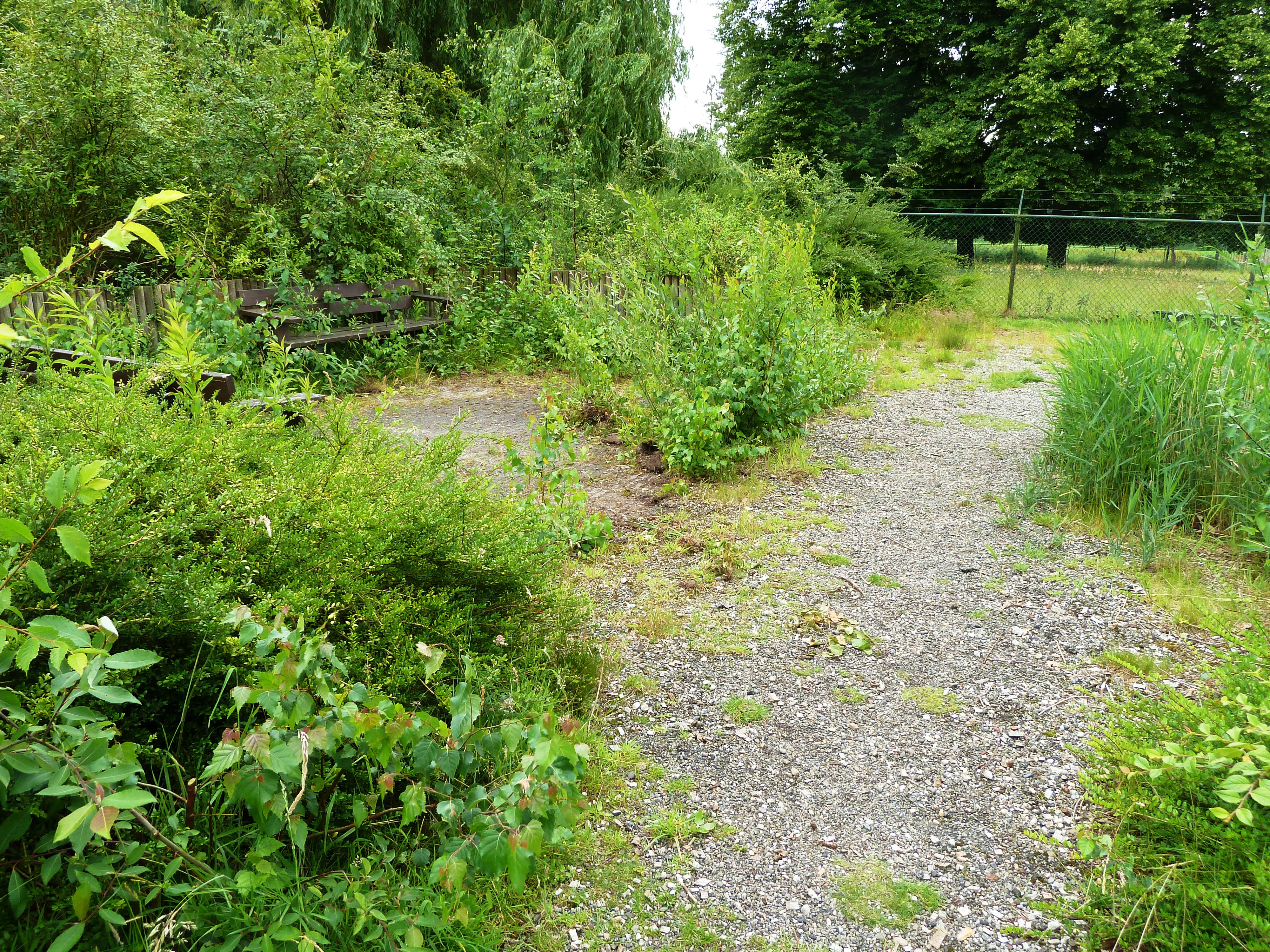
Tekenen van de verloedering van het terrein; overwoekerde bankjes bij het hertenkampje.

### Latere functies
In 2008 werd door de gemeente Delfzijl besloten tot de bouw van projecthotel Envilla Wagenborgen op het terrein, voor de huisvesting van ongeveer 1.200 grotendeels buitenlandse werknemers, betrokken bij de bouw van de energiecentrale Magnum van Nuon in de Eemshaven. Veel bewoners waren het hier niet mee eens. Hun bezwaren tegen de bouwvergunning werden in 2010 echter afgewezen door de Raad van State, waarop de eerste werknemers eind 2010 het projecthotel gingen bewonen. In totaal kwamen er 1.450 woonunits op het terrein, waarvoor ook ongeveer 170 bomen op het terrein werden gekapt. In 2012 verdween Envilla alweer.
In de loop der jaren passeerden een aantal plannen voor het terrein de revue. In januari 2015 werd besloten dat het dorp zelf mocht kiezen wat er met het terrein mocht gebeuren. De daarvoor opgerichte Stichting Wagenborger Investeringsfonds kreeg toen toestemming om de 500.000 euro die voor de herinrichting van het terrein beschikbaar gesteld was zelf te besteden. Begin 2016 werd besloten tot de plaatsing van 6 hectare aan zonnepanelen op een deel van het terrein.